# Ричард Докинс
Клинтън Ричард Докинс, по-известен като Ричард Докинс (на английски: Clinton Richard Dawkins), е виден английски биолог – етолог и еволюционист, привърженик на неодарвинизма и автор на научнопопулярни книги. Той е изявен атеист, хуманист и скептик и спада към най-изявените критици на креационизма. В началото на XXI век Докинс е изключително популярен и влиятелен, като името му редовно бива включвано в различни списъци „на стоте най“, съставяни от издания като Тайм, Проспект и др.

## Биография
Ричард Докинс е роден на 26 март 1941 г. в Найроби, Кения. Произхожда от заможно фермерско семейство. И двамата му родители са се интересували от природните науки и са отговаряли на въпросите на сина си с научни термини. 
Докинс споделя, че получава в детството си „нормално англиканско възпитание“. Въпреки че започва да се съмнява в съществуването на Бог, когато е 9-годишен, по това време той е убеден в достоверността на аргумента, че редът в природата доказва съществуването на божествен Творец. В юношеска възраст стига до заключението, че теорията за еволюцията на Дарвин дава по-добро обяснение за разнообразието на живота, и става атеист.
Докинс се мести в Англия с родителите си, когато е на 8 години. През 1962 година завършва зоология. Защитава магистърска степен през 1966 г. и докторат през 1989 г.
Има три брака и една дъщеря от втория си брак. Първите два приключват с развод. Понастоящем е женен за актрисата Лала Уорд. През 2013 г. Ричард Докинс публикува първия том от мемоарите си.

## Научни възгледи
Докинс става известен през 1976 г. с книгата си „Себичният ген“, в която обяснява в популярна и общодостъпна форма редица възгледи на теорията за еволюцията от гледна точка на гените. Той въвежда термина мем и предлага да бъде основано ново научно направление под названието меметика. Книгата му „Разширеният фенотип“, публикувана през 1982 г., е значителен принос към еволюционната теория. В тази книга Докинс твърди, че ефектите във фенотипа не се ограничават само с тялото на организма, а могат да се разпрострат в околната среда, включително и в телата на други организми.
Клинтън Ричард Докинс и Даниъл Денет изказват идеята, че гените имат свой културен еквивалент: мислите и различните типове поведение също имат способността да се възпроизвеждат.
Докинс участва често в телевизионни предавания и радиопрограми. Изнася лекции пред различна публика на теми, свързани с еволюцията, креационизма и религията. Признание за обществения и културния ефект от неговото творчество е засвидетелствано в издадения през 2006 г. сборник Ричард Докинс: как един учен промени начина, по който мислим. През май 2015 г. участва с лекция в „Софийския фестивал на науката“. 

## Основни произведения

### Книги
- The Selfish Gene (1976, 1989, 2006)
Себичният ген. София: УИ „Кл. Охридски“, 1998. ISBN 954-07-1158-4
(2-ро изд. „Себичният ген“. Превод от английски език Иван Ангелов. София: Изток-Запад, 2015, 442 с.)
- The Extended Phenotype (Разширеният фенотип) (1982, 1999) ISBN 0-19-288051-9
- The Blind Watchmaker (Слепият часовникар) (1986, 1991, 2006) ISBN 0-393-31570-3
- River Out of Eden (Река, извираща от Едем) (1995) ISBN 0-465-06990-8;
- Climbing Mount Improbable (Изкачване на невъзможния връх) (1996) ISBN 0-393-31682-3
- Unweaving the Rainbow (Разплитане на дъгата) (1998) ISBN 0-618-05673-4
- A Devil's Chaplain (Капелан на дявола) (2003) ISBN 0-618-33540-4
- The Ancestor's Tale (2004) ISBN 0-618-00583-8
Сказанието на прадедите. Превод от английски език Красимира Матева. София: Изток-Запад, 2013, 832 с.[9]
- The God Delusion (2006) ISBN 0-618-68000-4
Делюзията Бог. Превод от английски език Юлиян Антонов. София: Изток-Запад, 2008, 492 с.[10]
- The Greatest Show On Earth (2009) ISBN 978-0-593-06173-2
Най-великото шоу на Земята. София: Инфодар, 2011, 534 с.[11]
- The Magic of Reality (2011) ISBN 978-1-4391-9281-8
Магията на реалността, превод 	Д. Кючуков, София: Сиела, 2022, ISBN 	978-954-283-739-8
- An Appetite for Wonder: The Making of a Scientist (Апетит за чудо: Създаването на един учен) (2013) Ecco Press (United Kingdom and United States). ISBN 978-0-06-228715-1.
- Brief Candle in the Dark: My Life in Science (Свещичка в мрака: Животът ми като учен) (2015) Ecco Press (United States and United Kingdom). ISBN 978-0-06-228843-1.
- Science in the Soul: Selected Writings of a Passionate Rationalist (2017) ISBN 978-1-4735-4166-5.
Наука в душата, София: Сиела. 2018
- Outgrowing God: A Beginner's Guide. Random House. 2019. ISBN 978-1-9848-5391-2.
След бог: ръководство за начинаещи (превод от английски език Д. Кючуков), София: Ciela, 2019 ISBN 978-954-28-3023-8
- Books do Furnish a Life: Reading and Writing Science. Transworld. 2021. ISBN 978-1787633698.
- Flights of Fancy: Defying gravity by Desing and Evolution. Head of Zeus. 2021. ISBN 978-1838937850.
- The Genetic Book of the Dead: A Darwinian Reverie. Yale Univ, 2024, (360p) ISBN 978-0-300-27809-5

### Есета
- Viruses of the Mind (Вируси на разума) (1993) – разглежда религията като вирус.
- The Real Romance in the Stars (Истинската звездна любовна история) (1995) – критика на астрологията.
- The Emptiness of Theology (Празнотата на богословието) (1998) – критика на богословието.
- Snake Oil and Holy Water (Змийско масло и светена вода) (1999).
- Bin Laden's Victory (Победата на Бен Ладен) (2003) – изказва становището, че истинският победител от войната в Ирак е Осама бен Ладен.
- What Use is Religion? (За какво служи религията?) (2004) – изказва становището, че религията служи само на себе си.
- Race and Creation (Раса и сътворение) (2004).
- The giant tortoise's tale, The turtle's tale, The lava lizard's tale (2005) – три есета, написани за различни видове животни след посещението му на Галапагоските острови.